# Atelopus balios
Il rospo giallo della Guyana (Atelopus balios Peters, 1973) è un anfibio appartenente alla famiglia Bufonidae.